# Elias Holl

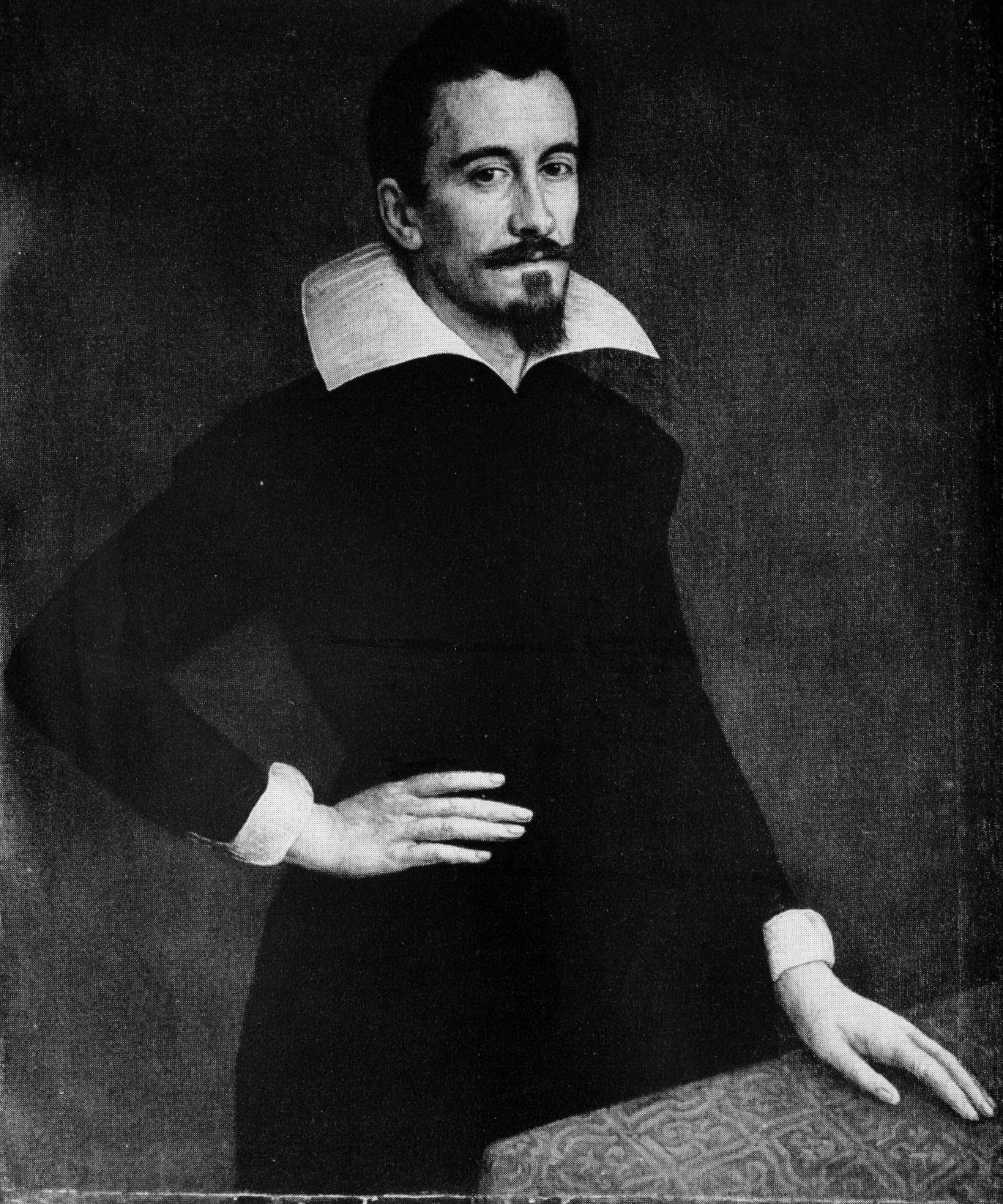
Elias Holl.

Elias Holl, född 28 februari 1573, död 6 januari 1646, var en tysk arkitekt.
Holl var från 1602 "stadsverkmästare" i Augsburg, där han bland annat byggde bagarnas gillehus i italienskpåverkad senrenässans (1602), visade en övergångsform till tysk barock i tyghuset (1602-07) och som sitt mästerverk byggde rådhuset (1615-20), en skapelse, där på den tyska traditionen fotade detaljer, såsom hörntorn och gavlar, ingått ett organiskt förbund med italiensk klarhet och fasthet i formerna.